# Capital Inicial

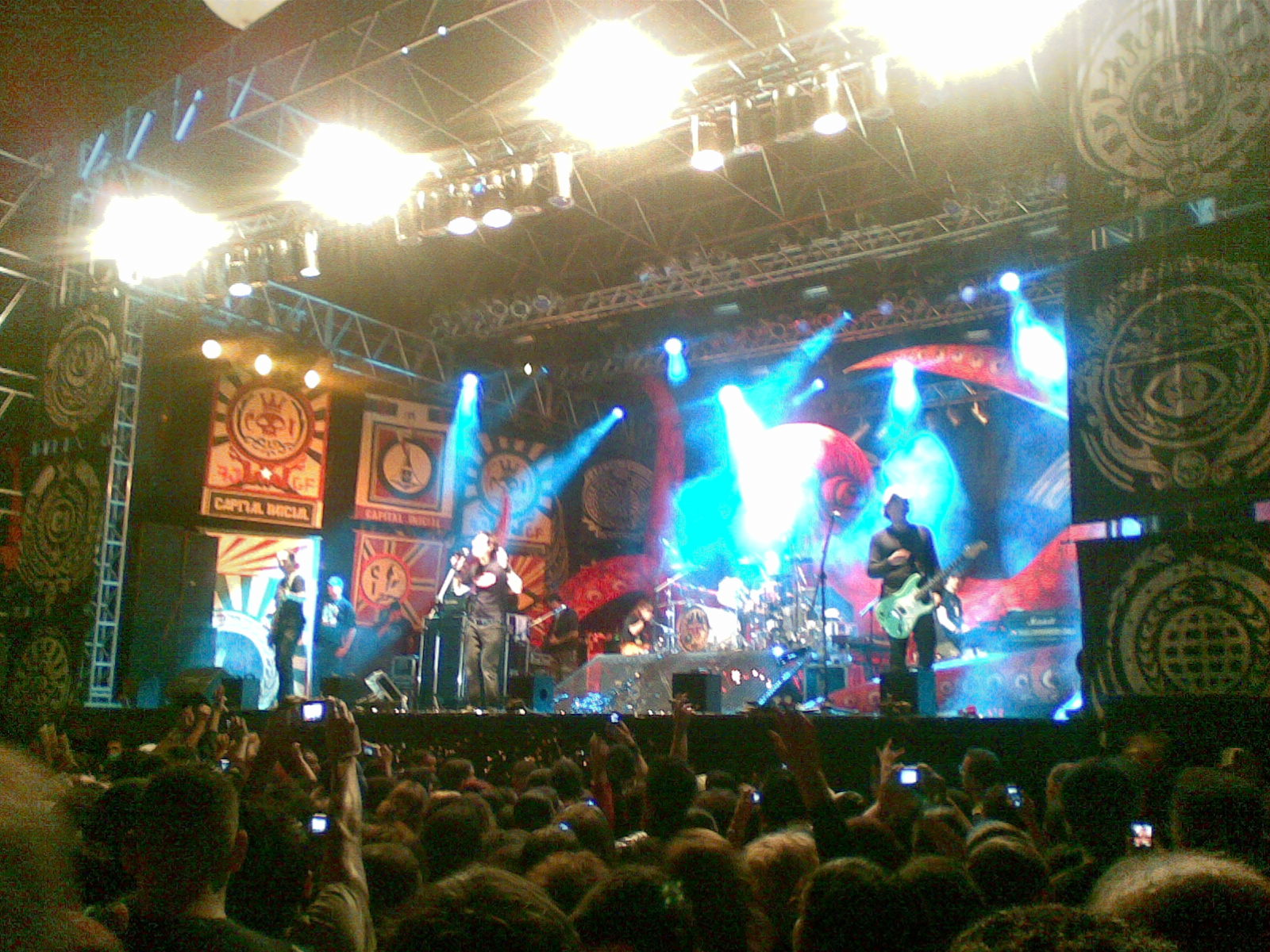
Capital Inicial sur scène en 2008.

Capital Inicial est un groupe de rock brésilien fondé en 1982. Il a sorti une quinzaine d'albums en studio.